# Dipturus batis
La noriega o raya noruega (Dipturus batis) es una especie de pez de la familia Rajidae del orden de los Rajiformes. Es la raya más grande y pesada de Europa.

## Morfología
Los machos pueden llegar a alcanzar los 285 cm de longitud total y 97,1 kg de peso. Su cola tiene un hilera de espinas no venenosas.

## Alimentación
Se alimenta de peces, peces bentónicos, cangrejos, langostas y otras rayas.

## Reproducción
Es ovíparo y las hembras ponen huevos envueltos en una cápsula córnea de 25 cm. Realiza la puesta en otoño o invierno y los huevos eclosionan de dos a cinco meses más tarde.

## Hábitat
Es un pez de mar y de Clima subtropical y demersal que vive entre 100-1000 m de profundidad. 

## Distribución geográfica
Se encuentra en el Océano Atlántico oriental: desde Noruega, Islandia e Islas Feroe hasta el Senegal, incluyendo el Mediterráneo occidental y el oeste del Mar Báltico.

## Observaciones
Es inofensivo para los humanos. 